# Погорелка (Островская волость)
Погорелка — деревня в Островском районе Псковской области. Входит в состав Островской волости.
Расположена у автодороге А116 (участок Остров —  Порхов), в 13 км к северо-востоку от центра города Остров.
| 2001 | 2002 | 2010 |
| ---- | ---- | ---- |
| 4    | ↘2   | ↘0   |

## История
Деревня до апреля 2015 года входила в состав ныне упразднённой Волковской волости района.